# Roger Cicero
Roger Cicero (Berlim, 6 de Julho de 1970 — Hamburgo, 24 de Março de 2016) foi um cantor de jazz alemão. Representou a Alemanha no Festival Eurovisão da Canção 2007 com a canção Frauen regier’n die Welt (As mulheres governam o mundo), perdendo para a Sérvia, representada por Marija Šerifović.
Morreu em 24 de março de 2016, aos 45 anos, de um acidente vascular cerebral (AVC).

## Discografia

### Álbuns
- 2003: The Essence Of A Live Event
- 2004: Home
- 2005: There I go
- 2006: Good Morning Midnight
- 2006: Männersachen

### Singles
- 2006: Zieh die Schuh aus
- 2006: So geil Berlin
- 2006: Ich atme ein
- 2007: Frauen regier'n die Welt